# ماركوس أونغر
ماركوس أونغر (بالألمانية: Markus Unger)‏ (18 نوفمبر 1981 في ألمانيا - ) هو لاعب كرة قدم ألماني في مركز الوسط. لعب مع آينتراخت براونشفايغ و1. شفاينفورت 05 ‏ وEintracht Braunschweig II ‏ وKickers Emden ‏ وSportfreunde Siegen ‏ وبروسيا فلدا ‏ ونادي هسن كاسل ورويتلينغن 05 ‏ وSV Buchonia Flieden ‏.

## وصلات خارجية
- ماركوس أونغر على موقع قاعدة بيانات كرة القدم.إي يو (الإنجليزية)
- ماركوس أونغر على موقع بيانات كرة القدم. دي إي (الألمانية)